# Meeting People Is Easy
Meeting People Is Easy är en rockumentär från 1998, regisserad av Grant Gee. Filmen följer det brittiska bandet Radiohead under turnén som följde succéalbumet OK Computer.